# Klaus Müller (Politiker, 1944)
Klaus Müller (* 24. Januar 1944 in Münster; † 1. April 2023) war ein deutscher Jurist und Politiker (CDU). Von 1999 bis 2009 war er Bürgermeister der sauerländischen Stadt Iserlohn.

## Leben und Wirken
Müller schloss ein Studium der Rechtswissenschaften ab. 1973 kam er von Dortmund nach Iserlohn und war 19 Jahre als Leiter des Rechtsamts der Stadt Iserlohn tätig. Zum 1. Juli 1992 wurde er zum Stadtdirektor ernannt. 
1999 wurde Klaus Müller zum ersten hauptamtlichen Bürgermeister der Stadt Iserlohn gewählt. Am 1. Oktober 1999 nahm er seine Amtsgeschäfte auf. Aus den Bürgermeisterwahlen 2009 ging Peter Paul Ahrens (SPD) siegreich hervor. Müller trat am 20. Oktober 2009 in den Ruhestand.
Klaus Müller wurde der Ehrenring der Stadt Iserlohn als Dank für seine Lebensleistung verliehen. Im Floriansdorf Iserlohn ist eine Straße nach ihm benannt. Er war mit einer Lehrerin verheiratet.